# 中野坂上ウインドオーケストラ
中野坂上ウインドオーケストラ（なかのさかうえウインドオーケストラ、Nakanosakaue Wind Orchestra）は学校法人実践学園が協賛する一般吹奏楽団である。

## 概要
2009年2月14日、初代団長・八島昭夫、音楽監督・関田裕一を中心に発足し、東京都中野区で活動する吹奏楽団である。当時の団員は10数名。「中野坂上ウィンドオーケストラ」と表記されることもあるが、正式には「イ」を小さくしない。
元々は、東大和ウインドオーケストラ、池尻大橋五輪記念吹奏楽団、駒場学園吹奏楽部卒業生、実践学園中学・高等学校などの関係者で結成された。当初は仮名で「NSK吹奏楽団」として、世田谷区を拠点に2008年から活動を検討してきたが、会場、楽器等の問題が発生。学校法人・実践学園が協賛を得られたことにより、名称を「中野坂上ウインドオーケストラ」と正式に決定した。
2011年12月に福島県耶麻郡猪苗代町で行われた「いなわしろ音楽祭2011」に27名で参加。これを機会に以降交流が始まり、2012年5月12日、苗代町の「猪苗代吹奏楽団」と姉妹提携を結んだ。
現在は、地域への活性化、ボランティア活動、復興支援事業などを目的とし、年間で1回「定期演奏会」、不定期ではあるが「ファミリーコンサート」や「ジョイフルコンサート」、「クリスマスコンサート」などを実施。現在登録上は約50名、活動は25名程度で行っている。
2023年に「第１２回定期演奏会」を最後に解散した。

## 演奏会経歴
- 2009年2月14日 - 「中野坂上ウインドオーケストラ」として結成
- 2009年7月11日 - 第1回定期演奏会を開催（国立オリンピック記念青少年総合センター）
- 2010年2月27日 - 第1回ファミリーコンサートを開催（実践学園中学・高等学校）
- 2010年7月11日 - 第2回定期演奏会を開催（国立オリンピック記念青少年総合センター）
- 2010年11月23日 - ジョイフルコンサート2010を開催（国立オリンピック記念青少年総合センター）
- 2011年2月27日 - 第2回ファミリーコンサートを開催（実践学園中学・高等学校）
- 2011年8月6日 - 第3回定期演奏会を開催（国立オリンピック記念青少年総合センター）
- 2011年12月17日 - クリスマスコンサートを開催（実践学園中学・高等学校）
- 2012年3月4日 - 第3回ファミリーコンサートを開催（実践学園中学・高等学校）
- 2012年7月21日 - 第4回定期演奏会を開催（国立オリンピック記念青少年総合センター）
- 2013年1月13日 - ジョイフルコンサート2013を開催（実践学園中学・高等学校）
- 2013年8月17日 - 第5回定期演奏会を開催（国立オリンピック記念青少年総合センター）
- 2014年2月23日 - 結成五周年ガラコンサートを開催（実践学園中学・高等学校）

## 指揮者
- 関田裕一 - 2009年2月、設立とともに、主宰・音楽監督（常任指揮者）に迎えられる。実践学園中学・高等学校芸術科主任教諭
- 由井平太 - 2012年12月、副指揮者に迎えられる。2013年4月、常任指揮者に就任。昭和音楽大学大学院。